# Spelar död
Spelar död är en ungdomsroman från 1999 av Stefan Casta.

## Handling
Boken handlar om Kim, en sökande tonåring och de val han gör för att passa in.
Casta skrev på boken under nästan två år innan han bestämde sig för att skicka in den till förlaget.
Spelar död belönades med Augustpriset 1999 samt Nils Holgersson-plaketten 2000. Dessutom blev den nominerad till Prix Farniente, ett belgiskt litteraturpris, 2006.